# Gwiazda zdegenerowana
Gwiazda zdegenerowana – gwiazda, która w swym wnętrzu zawiera materię zdegenerowaną, w której ciśnienie i inne własności fizyczne są determinowane prawami mechaniki kwantowej. Do tych gwiazd należą białe karły, gwiazdy neutronowe oraz hipotetyczne gwiazdy kwarkowe.